# حسگر رادیومتر تصویربرداری فروسرخ دیداری

زمین در شب آن‌گونه که توسط VIIRS تصویربرداری شده است

حسگر رادیومتر تصویربرداری فروسرخ دیداری (به انگلیسی: Visible Infrared Imaging Radiometer Suite (VIIRS)) یک حسگر است که توسط شرکت ریتیان بر روی ماهواره‌های آب‌وهوای مدار قطبی سومی (Suomi NPP), NOAA-20 و NOAA-21 طراحی و تولید شده است. حسگر رادیومتر تصویربرداری فروسرخ دیداری، یکی از پنج ابزار کلیدی موجود در Suomi NPP است که در ۲۸ اکتبر ۲۰۱۱ راه اندازی شد. حسگر رادیومتر تصویربرداری فروسرخ دیداری، یک رادیومتر اسکنر ویسک بروم است که تصاویر و اندازه‌گیری‌های رادیومتری زمین، جو، یخ‌کره و اقیانوس‌ها را در نوارهای مرئی و فروسرخ طیف الکترومغناطیسی جمع‌آوری می‌کند.

### رزولوشن فضایی
ابزار VIIRS 22 باند طیفی را در دو وضوح فضایی بومی، ۳۷۵ متر (متر) و ۷۵۰ متر ارائه می‌کند که در محصولات داده تولیدشدهٔ ناسا به سه وضوح فضایی اسمی ۵۰۰ متر، ۱۰۰۰ متر و ۵۶۰۰ متر (۰٫۰۵ درجه) نمونه‌گیری می‌شوند.